# A Case of You
A Case of You  è un brano musicale della cantautrice canadese Joni Mitchell, terza traccia del lato B del quarto album in studio Blue, pubblicato il 22 giugno 1971.

## Descrizione
Mitchell ha scritto questo brano nel 1970 o forse anche prima, come per molte delle canzoni dell'album Blue, la rottura della relazione con Graham Nash spesso è citata come fonte di ispirazione. 
Secondo altri nel testo è contenuta una dichiarazione d’amore rivolta a Leonard Cohen, come lei stessa dichiarerà successivamente
.
In una intervista sul periodico Rolling Stone nel 1979, Mitchell aveva confessato a Cameron Crowe che l'album Blue era stato ispirato dal fatto di essere arrivata a un altro punto di svolta: decidere quali sono i tuoi valori, quali parti di te non sono più realmente necessarie perché appartengono alla fine dell'infanzia.

## Musicisti
- James Taylor, chitarra acustica
- Russ Kunkel, batteria
- Joni M., Dulcimer appalachiano